# Segonzacia
Segonzacia is een geslacht van kreeftachtigen uit de klasse van de Malacostraca (hogere kreeftachtigen).

## Soort
- Segonzacia mesatlantica (Williams, 1988)